# Simon Sörman

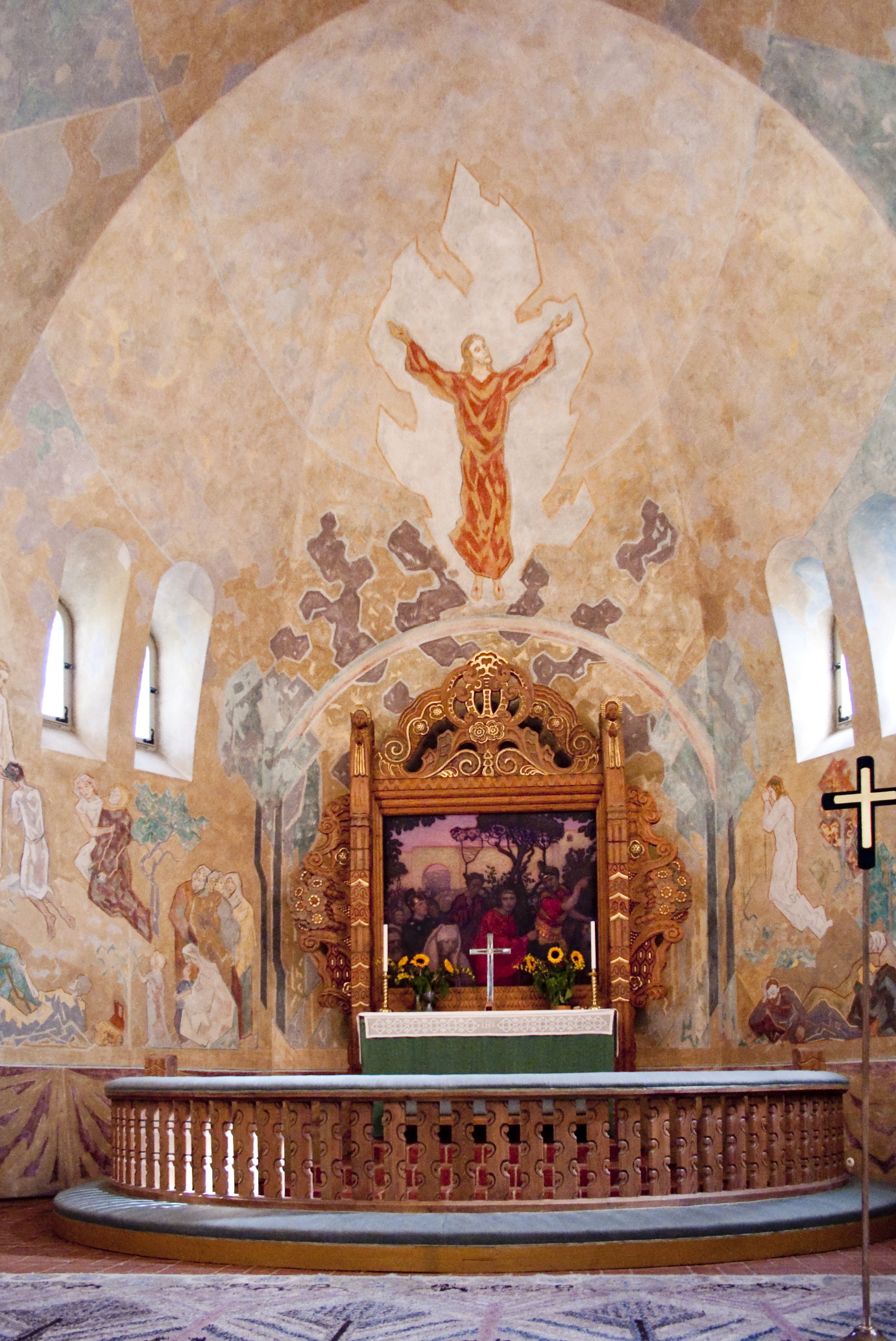
Altaret i Trefaldighetskyrkan i Arvika.

Gustav Simon Sörman, född 7 juni 1905 i Arvika församling, död 23 februari 1963, var en svensk konstnär. Han har utfört kyrkomålningar i flera svenska kyrkor.
Sörman studerade på Kungliga Konsthögskolan 1923–1924 och utbildade sig för Alfred Nilsson 1927–1937 till målningskonservator. Han tilldelades Ester Lindahls stipendium 1944. 1949 blev han lärare i materialkunskap och föreståndare vid Konsthögskolans institution för materialkunskap, och 1959 vikarierande professor. Han var redaktör för Konstnärernas Riksorganisations medlemsblad 1943–1945, och vice ordförande i organisationen 1952–1956. Han var ledamot i Eva Bonniers donationsnämnd 1950–1955 och styrelseledamot i stiftelsen Konstnärernas hjälpfond från 1953, samt sekreterare där 1958–1961. Åren 1954–1961 var han svensk representant i International Association of the Plastic Arts, och 1955–1961 var han ledamot i Statens konstråd. Han blev 1961 ordförande i den svenska sektionen av Nordiska konservatorsförbundet.
Sörman hade debututställningar 1942 i Stockholm och Göteborg, blev förutom i Sverige även utställd i Norge och Danmark, och är representerad på bland annat Moderna museet. Han utförde kyrkomålningar i bl.a. Gåsborns kyrka (altartavlan) och Rämmens kyrka i Filipstads kommun, Sunne kyrka (altartavlan med motivet Kristi uppståndelse) i värmländska Sunne kommun, Trefaldighetskyrkan i Arvika, Hakkas kyrka (altarväggens målning) i Gällivare kommun, Överluleå kyrka i Bodens kommun, Brännemo kapell i Götlunda församling och Baltaks kyrka (glasmålningar) i Tidaholms kommun. 
Simon Sörman är far till: 1) Arkitekt: Kjell Sörman (född:1940) -- 2) Visartist: Pär Sörman (född:1946) -- 3) Konstnär: Jan Sörman (född:1954)